# Circus of Books
Circus of Books fue una librería y tienda de pornografía gay localizada en West Hollywood, California y en el barrio residencial Silver Lake, Los Ángeles. La tienda abrió por primera vez en la década de 1960 con el nombre de Book Circus.
Ambos lugares fueron notables puntos de cruising a finales del siglo XX. Se consideran sitios importantes para la historia LGBT de Los Ángeles.

## Historia
Circus of Books abrió por primera vez en West Hollywood bajo el nombre de Book Circus. En 1982, debido a problemas financieros del propietario, la tienda fue adquirida por Barry Mason, un ex inventor e ingeniero de efectos especiales, y su esposa Karen Mason, una experiodista. Trabajaron como distribuidores para Larry Flynt Publications. La pareja le cambió el nombre a Circus of Books y abrió una sucursal en Silver Lake. Además de porno gay y juguetes sexuales, se vendían libros de bolsillo, novelas escritas por autores LGBTQ, libros de ciencia ficción, Biblias y periódicos extranjeros.
En la década de 1980, luego de la victoria de Ronald Reagan en las elecciones presidenciales, y sobre todo tras la publicación del Informe Meese, las fuerzas del orden tomaron medidas contra la pornografía. Circus of Books fue redada en una operación encubierta del FBI y Barry Mason fue procesado; su abogado argumentó que estaban protegidos por la Primera Enmienda, permitiendo su liberación luego de que firmara una declaración de culpabilidad en nombre de la corporación. En 1989, el Departamento de Sheriff del Condado de Los Ángeles ordenó que la tienda de West Hollywood cerrara de dos a seis de la mañana luego de que se presentaran quejas de que esta atraía prostitutos. Una tercera sucursal en Sherman Oaks fue forzada a cerrar en la década de 1990 por su cercanía a una escuela primaria.
El negocio decayó a comienzos del siglo XXI. La sucursal en Silver Lake cerró el 8 de agosto de 2016. (Una tienda de marihuana ocupa su lugar, aunque el letrero original permanece.) El local de West Hollywood cerró el 9 de febrero de 2019. La hija de los dueños, Rachel Mason, afirmó que el fácil acceso a la pornografía gay y a aplicaciones de cruising como Grindr desplazó la necesidad de un lugar como Circus of Books.

## Documental
El documental Circus of Books, dirigido por Rachel Mason, se estrenó mundialmente en el Festival de cine de Tribeca el 26 de abril de 2019. Se presentó en la inauguración de la noche de gala del festival de cine Outfest 2019. En abril de 2019, el filme fue estrenado en Netflix.